# Maxime Anciaux
Maxime Anciaux (né le 28 décembre 1990 à Braine-l'Alleud) est un coureur cycliste belge.

## Biographie
Maxime Anciaux naît le 28 décembre 1990 à Braine-l'Alleud en Belgique.

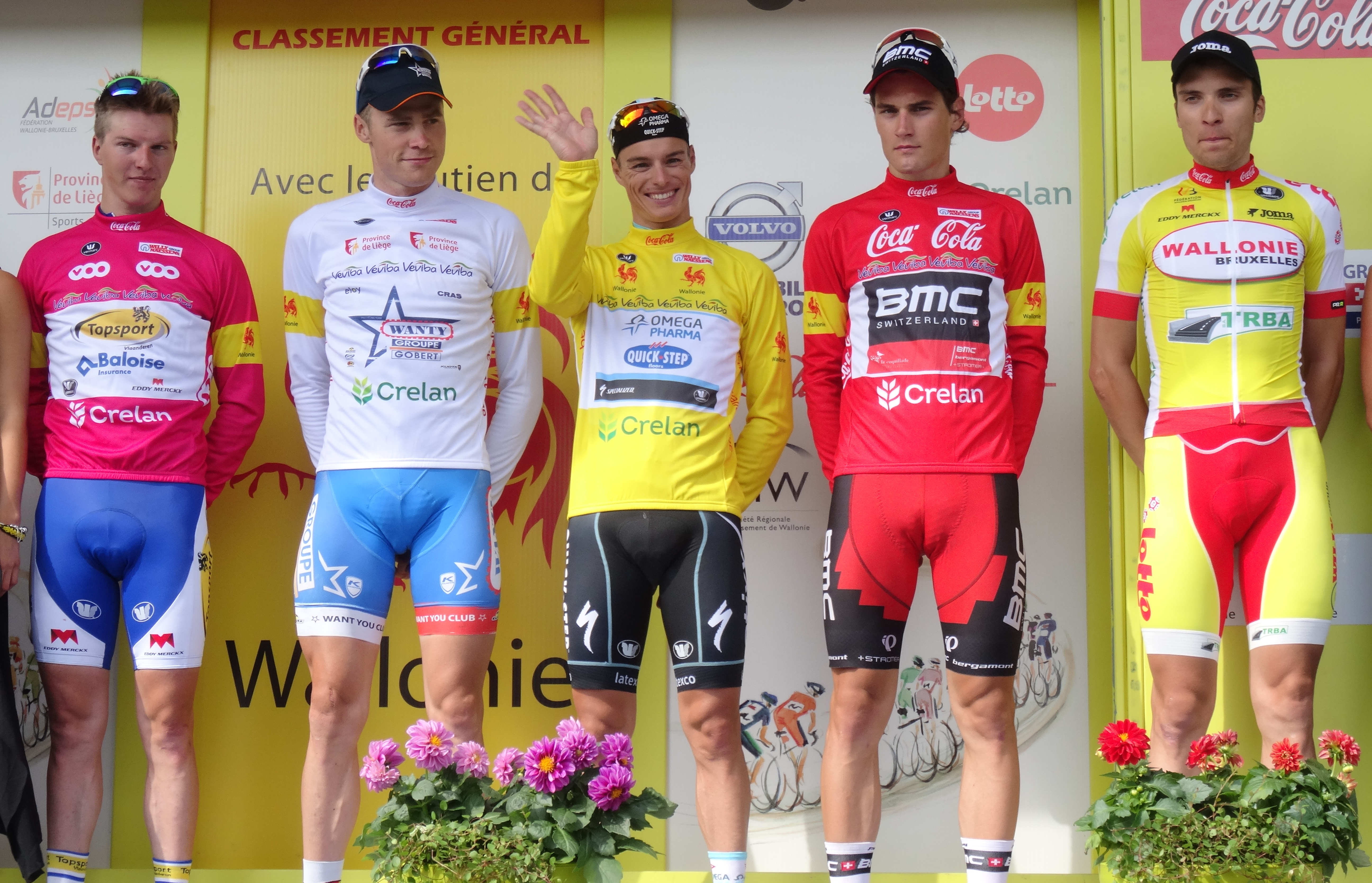
Tour de Wallonie 2014 : Zico Waeytens (meilleur sprinteur), Kévin Van Melsen (meilleur grimpeur), Gianni Meersman (classement général et par points), Silvan Dillier (meilleur jeune) et Maxime Anciaux (combativité).

Il reçoit son premier vélo en 2005 et s'inscrit l'année suivante au RVC Ottignies. Il remporte sa première victoire en 2008 à Wodecq et rejoint le RC Pesant Club Liégeois pour sa première année en catégorie espoir en 2009. 
Il intègre ensuite l'équipe Lotto-Bodysol Pôle Continental Wallon en 2011 puis change de nouveau d'équipe en 2012 en rejoignant la nouvelle formation continentale Idemasport-Biowanze. Cette année-là, il s'impose lors de la première épreuve de sa saison, offrant du même coup la première victoire d'Idemasport-Biowanze. Il prend part cinq mois plus tard au Tour de Wallonie, où il est désigné coureur le plus combatif de l'épreuve.
En 2013, il devient professionnel au sein de l'équipe Wallonie-Bruxelles. Lors de sa meilleure saison, en 2014, il remporte le prix de la combativité lors du Tour de Wallonie et deux maillots distinctifs lors du Triptyque des Monts et Châteaux. En fin de saison, le contrat qui le lie à Wallonie-Bruxelles est prolongé d'un an. À la fin de la saison 2015, il n'est pas repris dans l'équipe.

## Palmarès
- 2012[1]
  - Kermesse de Saint-Séverin
- 2014
  - Classements des grimpeurs et des sprinteurs au Triptyque des Monts et Châteaux

## Classements mondiaux
| Année           | 2012  | 2013 | 2014 | 2015 |
| --------------- | ----- | ---- | ---- | ---- |
| UCI Europe Tour | 1100e | 703e | nc   | nc   |